# نايومي واكاباياشي
نايومي واكاباياشي (باليابانية: 若林 直美) مواليد 2 نوفمبر 1975، هي مؤدية أصوات يابانية.

## أعمال
- هاجيمي نو إيبو
- الخيميائي الفولاذي
- الخيميائي الفولاذي - الفلم: محتل شامبلا
- هاجيكي
- إينوياشا

## وصلات خارجية
- نايومي واكاباياشي على موقع IMDb (الإنجليزية)
- نايومي واكاباياشي على موقع ميوزك برينز (الإنجليزية)
- نايومي واكاباياشي على موقع ديسكوغز (الإنجليزية)
- نايومي واكاباياشي على موقع قاعدة بيانات الفيلم (الإنجليزية)
- نايومي واكاباياشي على موقع ANN person (الإنجليزية)